# Notturno (liturgia)
Notturno (lat. nocturnus) è, nella liturgia della Chiesa cattolica, una parte della preghiera della Chiesa che viene recitata, e cantata, la notte o il mattino molto presto e fa parte della Vigilia (o Mattutino, ora Ufficio delle letture). I Notturni costituiscono una delle più antiche ed ampie parti della Liturgia delle ore nei conventi. L'effettiva successione dei canti fu fissata per iscritto nel VI secolo da San Benedetto ed è ancora valida oggi.

Prima del primo Notturno vi è un breve canto, l'Invitatorio, collegato al passo biblico del Libro dei Salmi 95: 
(Bibbia, Salmi, 95 (94) 1-2)
Dopo un inno corrispondente del Calendario liturgico seguono tre salmi con relative antifone e lunghe letture dalle Sacre Scritture e dei Padri della Chiesa con responsorio. Dopo il terzo notturno viene cantato il Te Deum.

## Periodo paleocristiano
Già dal I secolo si riunivano regolarmente i cristiani per cantare insieme inni di preghiera e salmi nella tradizione dell'Antico Testamento.
L'usanza paleocristiana di pregare di notte è menzionata da Tertulliano (155 circa - 240 circa), che parla delle loro convocazioni notturne e della loro assenza per tutta la notte nelle solennità pasquali (nocturnae convocationes, sollemnibus Paschae abnoctantes) Cipriano (200 circa - 258) parla anche di pregare di notte, ma non di farlo in gruppo: Non vengano meno le preghiere nelle ore notturne - non si sprechino oziose e sconsiderate occasioni di preghiera (nulla sint horis nocturnis nocturnis precum damna, nulla orationum pigra et ignava dispendia).
La Tradizione Apostolica parla di preghiera a mezzanotte e di nuovo al canto del gallo, ma apparentemente come preghiera privata, non comunitaria. La preghiera a mezzanotte e al canto del gallo era associata ai passaggi nel Vangelo di Matteo e nel Vangelo di Marco Sulla base del Vangelo di Luca inoltre, la preghiera in qualsiasi momento della notte ha un significato escatologico. La citazione di Tertulliano si riferisce al servizio di veglia notturna che si tiene a Pasqua. Un servizio simile si svolgeva anche nella notte della Domenica. Corrispondeva in un certo senso alle successive veglie della prima notte: i vespri, alla veglia di mezzanotte e alle laudi dell'alba e veniva talvolta indicata come le tre veglie o veglie (vigiliae), come da Metodio dell'Olimpo e Girolamo.
Dopo il riconoscimento ufficiale della religione cristiana da parte di Costantino il Grande nel IV secolo le cosiddette vigiliae poterono essere cantate all'alba di ogni giorno. Infatti la veglia domenicale era diventata un'osservanza quotidiana, ma non durava più tutta la notte. Quella che era stata la veglia notturna era diventata una funzione solo dal canto del gallo a prima dell'alba. San Benedetto ha scritto che iniziava verso le 2 del mattino (l'ottava ora della notte) e terminava d'inverno ben prima dell'alba (lasciando un intervallo in cui i monaci si dedicavano allo studio o alla meditazione), ma che d'estate doveva essere ridotto per poter celebrare le laudi all'alba.

## Sviluppo monastico
Negli scritti di Giovanni Cassiano (c. 360-435) si trova il primo accenno alla divisione del servizio di veglia in tre parti, rompendo così la monotonia della lunga preghiera notturna. Tuttavia l'opera "Peregrinatio ad loca sancta del 380 (circa) di Egeria non accenna ancora una divisione dell'ufficio delle veglie sia di domenica che nei giorni feriali.

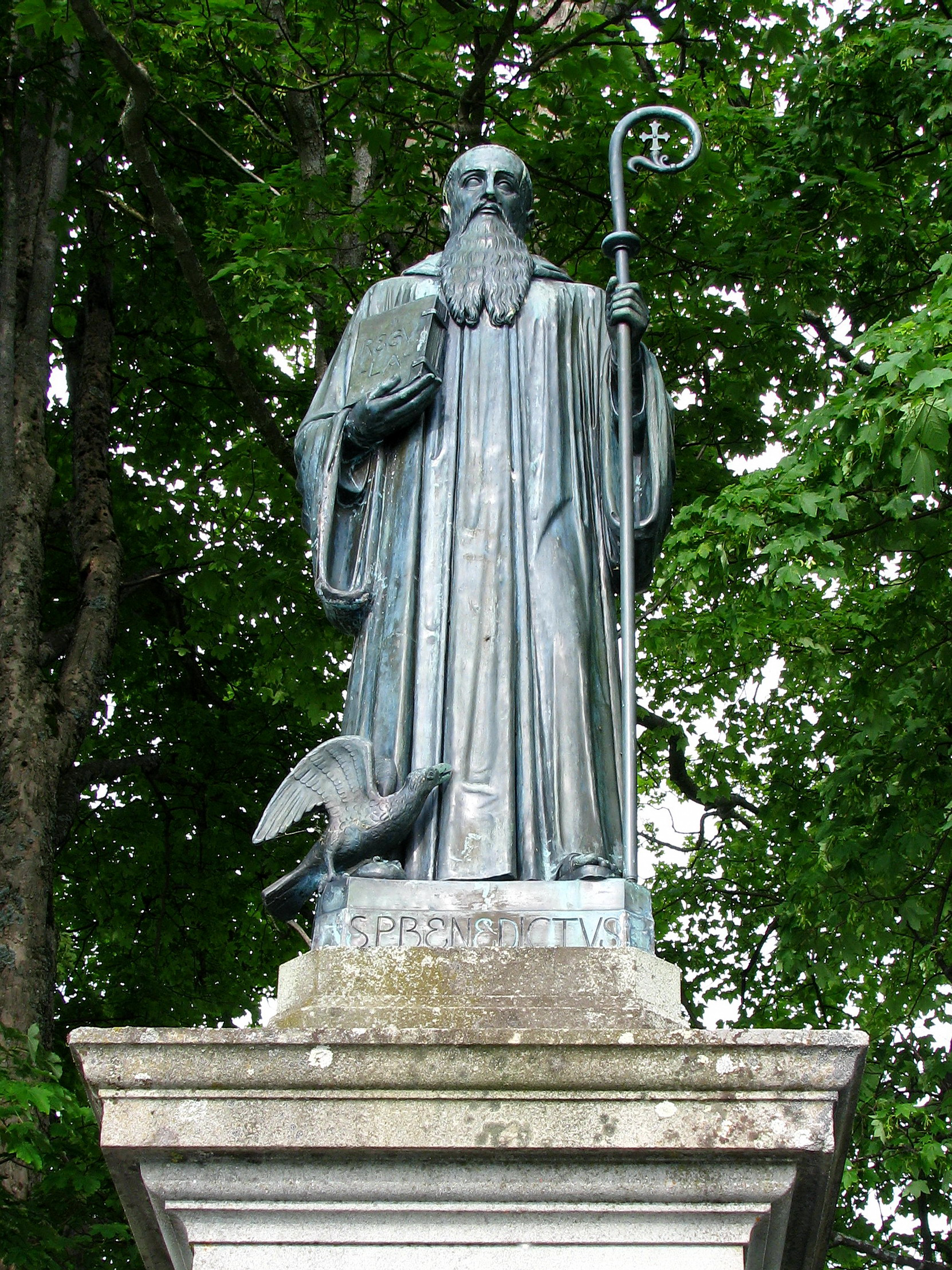
Statua di San Benedetto da Norcia

San Benedetto da Norcia (480 - c. 543 o 547) fornisce una descrizione dettagliata della divisione delle veglie in due parti (per le quali non usa il nome di "notturno") nei giorni ordinari, e tre la domenica e i giorni festivi. Il termine nocturnus (notturno) compare nove volte nella sua Regola. Come aggettivo quattro volte (capitoli 9, 10, 16 e 43) che qualificano le vigiliae (veglie), una volta (capitolo 9) che qualifica i salmi (salmi), una volta (capitolo 10) che qualifica i laus (lode), e una volta (capitolo 42) che qualifica la hora (ora). Appare due volte (capitoli 15 e 17) al plurale, nocturni, senza la menzione esplicita di un sostantivo qualificato, e quindi praticamente come un sostantivo equivalente a vigiliae. Psalmi (salmi) può essere il sostantivo maschile plurale che in origine era inteso come qualificante. Nel capitolo 17, la frase usata è nocturni vel matutini, citata in relazione ai salmi delle due ore che più tardi furono chiamati mattutino e lodi, come preludio al salmi nelle altre sei ore canoniche.
La Regola di San Benedetto prevedeva che nei giorni ordinari, dopo i salmi introduttivi, ci fossero due notturni. Il primo era composto da sei salmi, seguiti da tre letture, ognuna delle quali era accompagnata da un canto Responsoriale. Il secondo notturno aveva altri sei salmi, seguiti da un brano di San Paolo recitato a memoria e da alcune preghiere. Nei brevi mesi estivi tre letture del primo notturno venivano sostituite da un brano dell'Antico testamento recitato a memoria.
La domenica i monaci si alzavano presto. Il primo notturno era composto da quattro letture invece di tre, e anche il secondo notturno era composto da quattro letture invece della recita a memoria di un brano di san Paolo. Seguiva poi un terzo notturno, che invece di sei salmi aveva tre cantici dell'Antico Testamento. Seguivano quattro letture del Nuovo Testamento e una lettura dell'abate sui Vangeli.

## Pratica romana
All'interno del impero carolingio (800–888), fu imposta una forma della liturgia delle ore, descritta da Amalarius, che può essere chiamata ufficio romano-benedettino
In questa forma, il primo notturno domenicale della veglia o del mattutino aveva dodici salmi cantati in tre gruppi di quattro salmi, ogni gruppo veniva trattato come un unico salmo con una sola dossologia alla fine. Seguivano tre letture, ognuna con un responsorio. In ognuno degli altri due notturni le letture e i responsori erano anch'essi tre, ma ogni notturno aveva solo tre salmi singoli invece di tre gruppi di quattro.
Sulla base della tradizione della Curia romana i testi e le rubriche dei vari libri utilizzati per la celebrazione della liturgia delle ore sono stati riuniti all'inizio del XIII secolo nel Breviarium secundum usum Romanae Curiae. Una versione modificata di questo durante il pontificato di papa Onorio III fu adottata dai francescani e da loro resa popolare in tutta Europa. Vennero introdotti molti inni, ma si ridussero i canti orientandosi verso una celebrazione non cantata. Fu la base del Breviario romano di Pio V del 1568, il cui contenuto divenne molto più la preghiera privata del clero che la preghiera comunitaria del popolo cristiano, e le ore canoniche si dissociarono da particolari momenti della giornata.
Questa tendenza a considerare la Liturgia delle Ore come edificazione e nutrimento spirituale del singolo chierico piuttosto che come una forma di culto era stata rafforzata dalla pubblicazione nel 1535, e dalla diffusione della stampa del breviario del cardinale Francisco de Quiñones, drasticamente modificato, che ha ripristinato in generale la recita settimanale di tutto il salterio e la lettura della maggior parte della Bibbia in un anno, ma che ha suscitato una reazione che ha portato alla determinazione nel Concilio di Trento di ripristinare una forma più purificata della precedente forma della Liturgia delle Ore. Toccava al papa Pio V mettere in atto il desiderio del Concilio.
Nel Breviario Romano, come disposto da papa Pio V nel 1568, il mattutino domenicale ha tre notturni, il primo con 12 salmi indipendenti, il secondo e il terzo con 3 salmi ciascuno, e ogni notturno ha 3 letture. Le feste di rango doppio o semidoppio hanno 3 notturni, ciascuno con 3 salmi e 3 letture..
In una festa di rango semplice, una feria o una vigilia, non c'è divisione in notturni e i 12 salmi e 3 letture sono trattati come un unico notturno. Rispetto alla revisione post-Vaticano II, le letture sono molto brevi.
Nel 1911 papa Pio X introdusse una radicale revisione del salterio del Breviario Romano. Egli pose fine a molte delle precedenti ripetizioni degli stessi salmi giorno dopo giorno. Per esempio, i salmi 148-150, che prima venivano detti ogni giorno alla fine delle lodi e che possono aver dato a quell'ora il nome di "lodi", sono stati recitati una sola volta nella settimana e non più insieme. I salmi più lunghi sono stati divisi in porzioni, che in molti casi erano assegnate a ore e a giorni diversi.
Nella sua disposizione completamente nuova, il mattutino aveva sempre nove salmi o porzioni di essi, distribuiti in gruppi di tre su tre notturni, ognuno dei quali aveva tre letture, oppure, nei giorni liturgicamente meno importanti, recitati in un unico gruppo e seguiti da tre sole letture. Si è pensato di procedere anche a una revisione delle letture del mattutino in considerazione dell'eccessiva abbreviazione delle letture scritturali e della presenza di contenuti non storici nelle vite dei santi. Questa revisione fu effettuata solo dopo il Concilio Vaticano II, ma i lavori erano già iniziati sotto il pontificato di papa Pio XII
Il Codice delle Rubriche del Breviario e del Messale Romano del 1960 di papa Giovanni XXIII ha specificato quali celebrazioni avessero tre notturni:
- Feste di I o II classe;
- Ferie del Triduum sacrum
- Ottava di Natale
- Giorno dei morti.[27][28][29][30]

Il Codice delle Rubriche del Breviario e del Messale Romano ha eliminato la molteplicità dei notturni della mattina della domenica, oltre a quelli che erano le feste di I classe (Pasqua e Pentecoste). Ciò ha richiesto una riduzione del numero di letture. Le tre precedenti letture sono state combinate in due, e la prima parte dell'omelia del precedente terzo notturno è diventata la nuova terza lettura.

## Abolizione del notturno
Con la costituzione apostolica Laudis canticum del 1º novembre 1970, papa Paolo VI annunciò la revisione della Liturgia delle Ore della Chiesa latina, prevedendo tra l'altro la distribuzione dei salmi in un periodo di quattro settimane, invece della precedente disposizione in una sola settimana.
In linea con la decisione del Concilio Vaticano II che il mattutino, pur mantenendo il suo carattere di lode notturna, diventasse una preghiera per qualsiasi ora del giorno, quell'ora canonica fu ribattezzata Ufficio delle Letture e ad essa furono assegnate due letture, una dalla Sacra Scrittura, la seconda dagli scritti dei Padri della Chiesa o di altri autori, e solo tre salmi o porzioni di essi.
Ciò contrasta fortemente con la disposizione della Regola di San Benedetto: dodici salmi completi, ai quali la domenica si aggiungevano tre cantici. Nel sistema benedettino, i salmi e le letture erano distribuiti in due o tre notturni. Tra Benedetto e Paolo VI la disposizione dei due notturni era stata eliminata, e nei giorni in cui il mattutino non era diviso in tre notturni si parlava di un solo "notturno". Con la riforma di Paolo VI, il termine "notturno", sia al singolare che al plurale, cessò di essere usato.